# أنطونيو دياز (ملاكم)
أنطونيو دياز (بالإسبانية: Antonio Díaz)‏ مواليد 13 يونيو 1976 في ولاية ميتشواكان، المكسيك، هو ملاكم محترف مكسيكي يصنف ضمن فئة الوزن المتوسط.

## إحصائيات
خاض خلال مسيرته 54 نزالا، فاز في 47 وتعادل في 1 وخسر في 6. فاز بالضربة القاضية في 30 نزالا.

## روابط خارجية
- أنطونيو دياز على موقع بوكس ريك (الإنجليزية) (registration required)